# Haematopinus jeannereti
Haematopinus jeannereti är en insektsart som beskrevs av Renaud Maurice Adrien Paulian och Pajot 1966. Haematopinus jeannereti ingår i släktet Haematopinus och familjen hovdjurslöss. Inga underarter finns listade i Catalogue of Life.